# 757

## Esdeveniments
- Pau I succeeix a Esteve II com a Papa.

## Necrològiques
- 26 d'abril - Roma: Papa Esteve II, Papa del 26 de març de 752 fins al 26 d'abril de 757, el dia de la seva mort.[1]